# Papierlöwe
Papierlöwe (Originaltitel: Paper Lion) ist eine US-amerikanische Filmkomödie aus dem Jahr 1968. Es ist die Literaturverfilmung des gleichnamigen Sachbuches Paper Lion von George Plimpton, welches auf einer wahren Begebenheit basiert.

## Handlung
Weil der Schriftsteller George Plimpton versucht, für einen Artikel der Sports Illustrated über das Leben eines Quarterbacks zu recherchieren, bietet er sich bei mehreren NFL-Teams als Amateurquarterback an. Doch bis auf die Detroit Lions lehnt ihn jeder ab. Also nimmt er inkognito an deren Trainingslager teil und stellt fest, dass die Profisportler ihn fast fertig machen.

## Kritik
„Vergnüglich-hintergründige Komödie über die Welt des Profi-Sports nach den Aufzeichnungen des tatsächlichen Journalisten, garniert mit Gastauftritten berühmter amerikanischer Sportler.“

„Sehr amerikanisches Gute-Laune-Sportspektakel“

## Hintergrund
Nachdem der Film am 23. Oktober 1968 in den USA veröffentlicht wurde, hatte er in Deutschland am 29. Januar 1995 auf dem Fernsehsender ARTE seine Erstausstrahlung.
Alan Alda erhielt eine Nominierung bei den Golden Globe Awards 1969 als Bester Nachwuchsdarsteller.